# Ingka Foundation
Ingka Foundation (Eigenschreibweise INGKA Foundation) ist eine gemeinnützige Stiftung mit Sitz in den Niederlanden. Die Stiftung besitzt die INGKA Holding mit Sitz in Leiden, die 372 der 432 IKEA-Filialen weltweit betreibt. Mit einem Stiftungsvermögen von rund 36 Mrd. US-Dollar gehört sie zu den vermögendsten Stiftungen weltweit.

## Geschichte
Die Ingka Foundation wurde offiziell 1982 von dem IKEA-Gründer Ingvar Kamprad ins Leben gerufen, existierte aber bereits seit 1949. Seit 1992 handelt es sich um eine unabhängige Stiftung. Mittlerweile ist der Hauptsitz der Stiftung in den Niederlanden.
Mit der Gründung der Stiftung wollte Kamprad verhindern, dass sein Firmenimperium nach seinem Tod aufgesplittert wird. Die eigentliche gemeinnützige Arbeit übernimmt weitgehend die separate Ikea Foundation, die sich auf humanitäre und soziale Projekte konzentriert. Nach Kamprads Tod 2018 blieb die Stiftungsstruktur bestehen.

## Ziele
Zweck der Stiftung sind die Förderung der Gesundheit und des Wohlseins der Gesellschaft, der Schaffung eines positiven Klimas sowie der Fairness und der Gleichberechtigung.
Ebenso setzt sich die Ingka Foundation die Unterstützung von elternlosen Kindern und Familien, die unterhalb der Armutsgrenze Leben zum Ziel. Es  existieren ebenso Projekte zur Förderung von Jugendlichen und jungen Erwachsenen, etwa Hilfe zur Ausbildung.
Im Bereich Umwelt, Natur und Klimaschutz setzt sich die Stiftung mit Projekten zur Minderung von Umweltverschmutzung ein und besitzt 50 Windkraftanlagen sowie ca. eine Million Sonnenkollektoren zur regenerativen Stromerzeugung.

## Kooperationen
In Indien besteht eine enge Zusammenarbeit mit der indischen Hilfsorganisation SELCO Foundation, die sich für Errichtung von Wohnungen mit besserer Wohnqualität sowie Bildungsinitiativen vor Ort einsetzt.